# Natalija Conrad
Natalija Mychajłowna Conrad z d. Hruzynska (ukr. Наталія Михайлівна Конрад z d. Грузинская, ur. 4 sierpnia 1976 w Kijowie) – ukraińska szpadzistka, złota medalistka mistrzostw świata.
W 1995 roku zdobyła brązowy medal drużynowo na mistrzostwach świata juniorów w Paryżu.
Podczas mistrzostw świata w Hawanie w 2003 roku wywalczyła złoty medal w turnieju indywidualnym. W finale pokonała Francuzkę Maureen Nisimę. W rywalizacji drużynowej zajęła tam piąte miejsce. Była też między innymi jedenasta drużynowo i szesnasta indywidualnie na mistrzostwach świata w Lizbonie w 2002 roku.
Zdobyła drużynowo brązowe medale na mistrzostwach Europy w Koblencji w 2001 roku i mistrzostwach Europy w Moskwie w 2002 roku. Ponadto wywalczyła złoty medal w turnieju indywidualnym na mistrzostwach Europy w Kopenhadze w 2004 roku.
Nigdy nie wzięła udziału w igrzyskach olimpijskich.